# Jaroslav Černý (calciatore)
Jaroslav Černý (Horní Benešov, 26 giugno 1979) è un ex calciatore ceco, di ruolo centrocampista.

## Carriera

### Club
Nel 2008 lo Slavia Praga ne acquista le prestazioni in cambio di 375000 €.
Ha giocato tra i dilettanti in Austria.

## Palmarès

### Club

#### Competizioni nazionali
- Campionato ceco: 1

Slavia Praga: 2008-2009